# Gare de Commentry
Gare de Commentry – stacja kolejowa w Commentry, w departamencie Allier, w regionie Owernia-Rodan-Alpy, we Francji. Jest zarządzana przez SNCF (budynek dworca) i przez RFF (infrastruktura).
Została otwarta w 1859 przez Compagnie du chemin de fer de Paris à Orléans (PO). Stacja jest obsługiwana przez pociągi TER Auvergne oraz pociągi towarowe Fret SNCF.

## Położenie
Stacja znajduje się na wysokości 372 m n.p.m., na linii Montluçon – Moulins w km 340,847, w miejscu gdzie rozpoczyna się linia Commentry – Gannat.

## Linie kolejowe
- Montluçon – Moulins
- Commentry – Gannat